# Johan Derenthal
Johan Derenthal, född 17 september 1575 i Minden, död 25 juni 1630 i Reval, var en balttysk ämbetsman.
Johan Derenthal var son till rådsförvanten i Minden Meinolff Derenthal, enligt en senare uppgift från Johan Derenthals son skall han ha varit adlig. Han gick i skola i Lemgo och Dortmund, blev 1595 student vid Rostocks universitet och 1597 vid Leipzigs universitet där han höll juridiska privatföreläsningar. Han besökte även universiteten i Jena, Wittenberg, Marburg, Würzburg och Ingolstadt. Han tjänstgjorde vid kavallieriet under greve von Schwarzburg under fälttåget mot turkarna i Ungern och vistades därefter en tid vid det kejserliga hovlägret i Wien och Prag, innan han återvände till Rostock som student, där han förlovade sig med Anna Dobbin, en dotter till rådsförvanten Stephan Dobbin.
Han studerade därefter åter i Leipzig, Jena, Marburg, Köln och Speyer innan i samband med sitt giftermål och svärfaderns död 1604 återvände som lärare till Rostock och bosatte sig där. 1606 flyttade han dock till Reval efter att ha utnämnts till syndikus där och blev 1608 stadens borgmästare. 1607–1629 var han stadens främste representant för dess strävan efter självständighet gentemot den svenska kronan och kravet på dess gamla frihet från svenska skatter. Under perioden var han nio gånger Revals sändebud vid svenska hovet. Han var 1621 och 1623–1624 på grund av sina latinkunskaper svensk kommissarie i förhandlingarna med Polen och två gånger sändebud för Reval i Tyskland. Under en delegation vid svenska hovet 1629 förlänades Johan Derenthal godset Wiems i Sankt Jürgens socken i Estland och hovet lyckades därigenom vinna över honom för att införliva Reval i den svenska administrationen. Han blev 1630 assessor vid hovrätten i Reval.